# Senbazuru

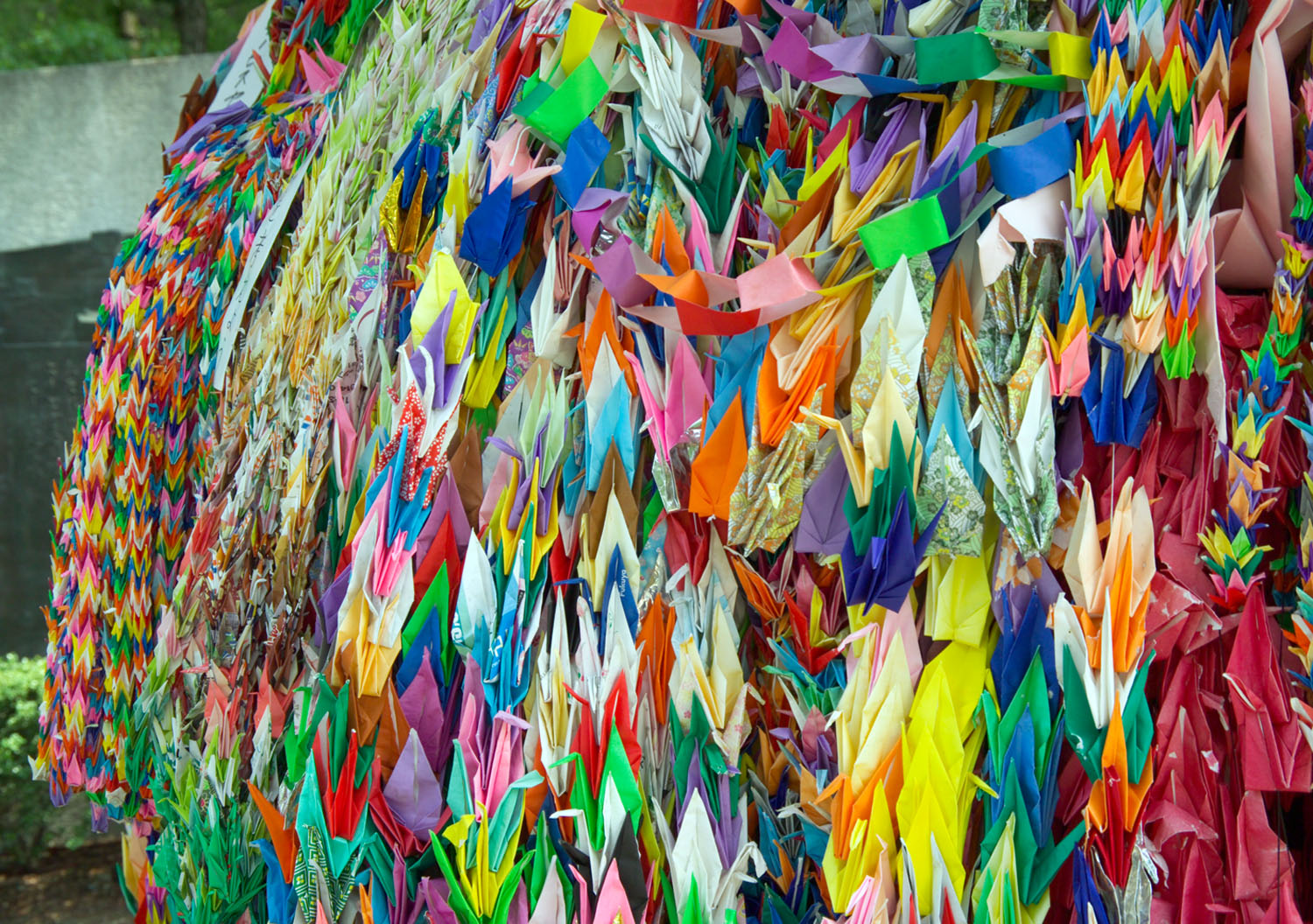
Senbazuru (Friedenspark Hiroshima)

Der Begriff Senbazuru (deutsch: Tausend Kraniche) bezieht sich auf einen japanischen Brauch. Nach einer japanischen Legende wird demjenigen, der tausend Origamikraniche  (千羽鶴, senbazuru) faltet, von den Göttern ein Wunsch erfüllt.

## Hintergrund
In Japan ist der Kranich ein Symbol des Glücks und der Langlebigkeit. Nach japanischem Volksglauben bekommt derjenige, der 1000 Origami-Kraniche faltet, von den Göttern einen Wunsch erfüllt. Die älteste erhaltene Publikation zu diesem Motiv und zu Origami allgemein ist das Senbazuru Orikata (千羽鶴折形) von 1797. Noch heute wird zu besonderen Anlässen, wie Hochzeiten oder Geburtstagen, ein gefalteter Papierkranich überreicht.

## Das Schicksal der Sadako Sasaki
Als die zwölfjährige Sadako Sasaki 1955 infolge des Atombombenabwurfs auf Hiroshima an Leukämie erkrankte, erzählte ihre beste Freundin ihr von der japanischen Legende. Sadako begann daraufhin, während ihres mehrmonatigen Krankenhausaufenthaltes Papierkraniche zu falten. Nachdem sie innerhalb von weniger als einem Monat 1000 Kraniche fertiggestellt hatte, setzte sie ihre Arbeit in der Hoffnung auf Heilung fort. Ihr Bruder Masahiro Sasaki spricht von insgesamt rund 1600 Kranichen, die Sadako bis zu ihrem Tod faltete. Später wurden Origamikraniche auch Symbol der Friedensbewegung und des Widerstandes gegen Atomwaffen.